# Wylie (Texas)
Wylie is een plaats (city) in de Amerikaanse staat Texas, en valt bestuurlijk gezien onder Collin County en Dallas County en Rockwall County.

## Demografie
Bij de volkstelling in 2000 werd het aantal inwoners vastgesteld op 15.132.
In 2006 is het aantal inwoners door het United States Census Bureau geschat op 32.696, een stijging van 17564 (116.1%).

## Geografie
Volgens het United States Census Bureau beslaat de plaats een oppervlakte van
86,3 km², waarvan 50,2 km² land en 36,1 km² water. Wylie ligt op ongeveer 173 m boven zeeniveau.

## Plaatsen in de nabije omgeving
De onderstaande figuur toont nabijgelegen plaatsen in een straal van 12 km rond Wylie.